# Denver Nuggets 1977-1978
La stagione 1977-78 dei Denver Nuggets fu la 2ª nella NBA per la franchigia.
I Denver Nuggets vinsero la Midwest Division della Western Conference con un record di 48-34. Nei play-off vinsero la semifinale di conference con i Milwaukee Bucks (4-3), perdendo poi la finale di conference con i Seattle SuperSonics (4-2).

## Roster
| N°    | Naz.                   | Ruolo | Sportivo        | Anno | Alt. | Peso |
| ----- | ---------------------- | ----- | --------------- | ---- | ---- | ---- |
| 5     | Stati Uniti (bandiera) | G     | Robert Smith    | 1955 | 180  | 75   |
| 10    | Stati Uniti (bandiera) | GA    | Ralph Simpson   | 1949 | 196  | 91   |
| 14    | Stati Uniti (bandiera) | G     | Brian Taylor    | 1951 | 188  | 84   |
| 15    | Stati Uniti (bandiera) | G     | Jim Price       | 1949 | 191  | 88   |
| 20    | Stati Uniti (bandiera) | G     | Mack Calvin     | 1947 | 183  | 75   |
| 21    | Stati Uniti (bandiera) | GA    | Anthony Roberts | 1955 | 196  | 84   |
| 24    | Stati Uniti (bandiera) | A     | Bobby Jones     | 1951 | 206  | 95   |
| 30-52 | Stati Uniti (bandiera) | A     | Norm Cook       | 1955 | 203  | 95   |
| 30    | Stati Uniti (bandiera) | A     | Jacky Dorsey    | 1954 | 201  | 104  |
| 30    | Stati Uniti (bandiera) | AC    | Darnell Hillman | 1949 | 206  | 98   |
| 31    | Stati Uniti (bandiera) | A     | Bo Ellis        | 1954 | 206  | 89   |
| 32    | Stati Uniti (bandiera) | GA    | Bob Wilkerson   | 1954 | 198  | 88   |
| 33    | Stati Uniti (bandiera) | GA    | David Thompson  | 1954 | 193  | 88   |
| 44    | Stati Uniti (bandiera) | AC    | Dan Issel       | 1948 | 206  | 107  |
| 45    | Stati Uniti (bandiera) | AC    | Tom LaGarde     | 1955 | 208  | 100  |

## Staff tecnico
- Allenatore: Larry Brown
- Vice-allenatori: Donnie Walsh, George Irvine